# Ann-Cathrin Eriksen
Ann-Cathrin Eriksen (ur. 9 września 1971 w Mohaczu), była norweska piłkarka ręczna, wielokrotna reprezentantka kraju.
Jej największym osiągnięciem był brązowy medal olimpijski, zdobyty w 2000 r. w Sydney.
Zdobyła również mistrzostwo Europy w 1998 r. w Holandii.